# Утёсное (Приморский край)
Утёсное — село в Уссурийском городском округе Приморского края. Входит в Краснояровскую территорию.
До 1972 года село называлось Суйфу́нское, а река, на которой стоит село — Суйфу́н. После вооруженного конфликта за остров Даманский в Приморском крае были переименованы все китайские географические названия, река получила название Раздольная.

## География
Село Утёсное стоит на высоком правом берегу реки Раздольная.
Село Утёсное — спутник Уссурийска.
Расстояние до города невелико, на север около 3 км.
Дорога к селу Утёсное является продолжением ул. Лермонтова, идёт мимо Солдатского озера.
На юг от села Утёсное дорога идёт к селу Красный Яр и далее на трассу «Раздольное — Хасан».
На запад от села Утёсное идёт дорога к сёлам Линевичи и Кугуки.

## Население
| 1868 | 2002 | 2010 |
| ---- | ---- | ---- |
| 24   | ↗389 | ↘388 |

## Экономика
- Сельскохозяйственные предприятия Уссурийского городского округа.
- Коттеджные участки уссурийцев.

## Достопримечательности
- Краснояровское городище — археологический памятник.
- На левом берегу Раздольной напротив села Утёсное установлен памятник борцу за независимость Кореи Ли Санг Солу (1878—1917), прах которого был развеян после кремации на этом месте.

## Факты
- В 1970-е годы моста через реку Суйфун не было, людей и автомобили через реку перевозили на канатном пароме (примерно в 200 м ниже существующего моста).